# Domingo Báñez

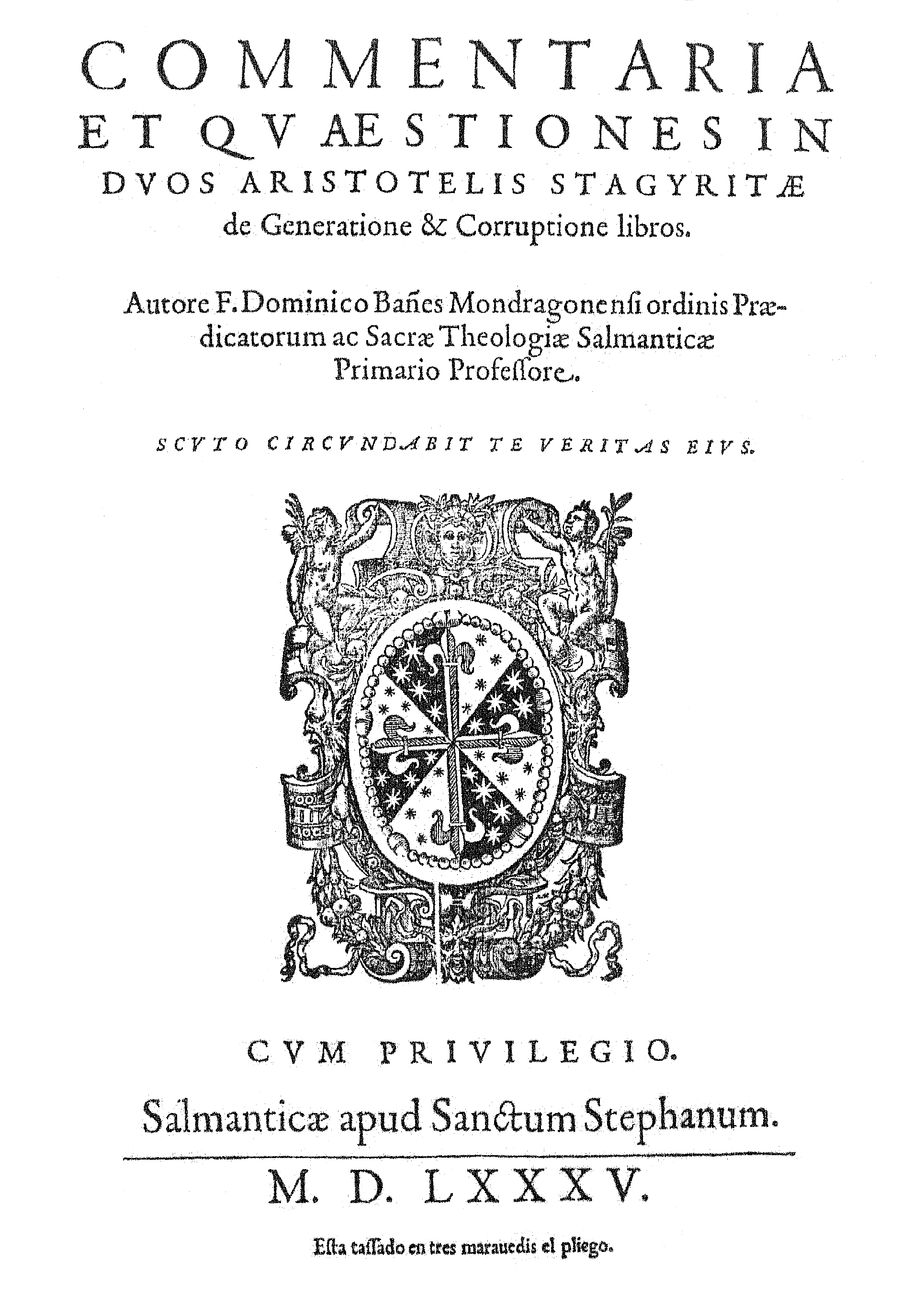
Commentaria et quaestiones in duos Aristotelis Stagyritae De generatione & corruptione libros (1585).

Commentaria in secundam secundae D. Thomae (1586).

Domingo Báñez, O.P., (Valladolid, 29 de febrero de 1528-Medina del Campo, 22 de octubre de 1604) fue un sacerdote, fraile dominico, filósofo y teólogo español.

## Biografía
Su familia paterna procedía de Mondragón, por eso en alguna de sus obras aparece mencionado con el apelativo Mondragonensi. En 1543 -después de hacer los primeros estudios de gramática y Humanidades- comenzó a estudiar Filosofía en la Universidad de Salamanca. En 1546 ingresó en la Orden de Predicadores en el Convento de San Esteban de Salamanca, donde hizo la profesión solemne. El curso de 1547 a 1548 aún lo dedicó a los estudios filosóficos. Entre los años 1548 y 1552 estudió Teología en la misma universidad, teniendo como profesores a Melchor Cano, O.P., y a Pedro de Sotomayor, O.P.
En 1552, a la edad de 24 años, comenzó a enseñar Filosofía en el Convento de San Esteban. En 1555 fue nombrado maestro de estudiantes y obtuvo el Lectorado (el doctorado en la Orden de Predicadores) en Teología, por lo que fue nombrado profesor de Teología primero en el Convento de San Esteban y después en el Convento de Santo Tomás de Ávila. En esta ciudad conoció a Teresa de Jesús, a la que ayudó y asesoró en sus proyectos reformadores. El 12 de enero de 1565 obtuvo el doctorado en Sagrada Teología en la Universidad de Sigüenza.
Entre 1567 y 1569 da clases en el Colegio-Convento de Santo Tomás de Alcalá de Henares, sustituyendo a veces a Portocarrero en sus clases en la Universidad de Alcalá. En 1569 es nombrado rector del Colegio de Santo Tomás de Ávila por el Capítulo Provincial de la Orden en Valladolid, cargo que mantendrá hasta 1570, cuando es destinado de nuevo al Convento de San Esteban de Salamanca. En 1571, siendo profesor de teología en el Convento de San Esteban encabezó -según dicen algunos autores- con su compañero de orden fray Bartolomé de Medina, O.P., la denuncia presentada ante el tribunal de la Inquisición contra fray Luis de León, O.S.A., y los hebraístas salmantinos, Gaspar de Grajal y Martín Martínez de Cantalapiedra.
En 1573 fue nombrado rector del Colegio de San Gregorio de Valladolid y calificador del Santo Oficio. En 1576 es elegido prior del Convento de Toro, y en 1577 regresa al Convento de San Esteban de Salamanca. En Salamanca se presenta a la oposición para ocupar la cátedra de Durando de la Universidad, obteniéndola en 1577. Durante esta época escribe su obra Decisiones de iure et iustitia. Además, durante estos años, Báñez se ocupó, entre otros asuntos, de la reforma gregoriana del calendario. 
En 1580, obtuvo la cátedra de prima de Teología, la más prestigiosa de la Universidad de Salamanca, que profesará hasta 1599. Es en estos años cuando publica sus obras principales, entre las que cabe destacar sus comentarios escolásticos a la Suma Teológica de Tomás de Aquino. A su vez, durante esta época Báñez se ve envuelto en un nuevo proceso inquisitorial, después de que fray Luis de León denunciase que algunas afirmaciones de Báñez sobre la Eucaristía sabían al error de Lutero. Sin embargo, Báñez no resultó condenado.
Sus diferencias sobre la gracia divina con el jesuita Luis de Molina crearon dos vertientes contrarias entre los teólogos católicos, origen de una muy importante polémica que se refleja en Pascal.
Se jubiló en 1599, retirándose a Medina del Campo, donde murió en 1604.

## Obra

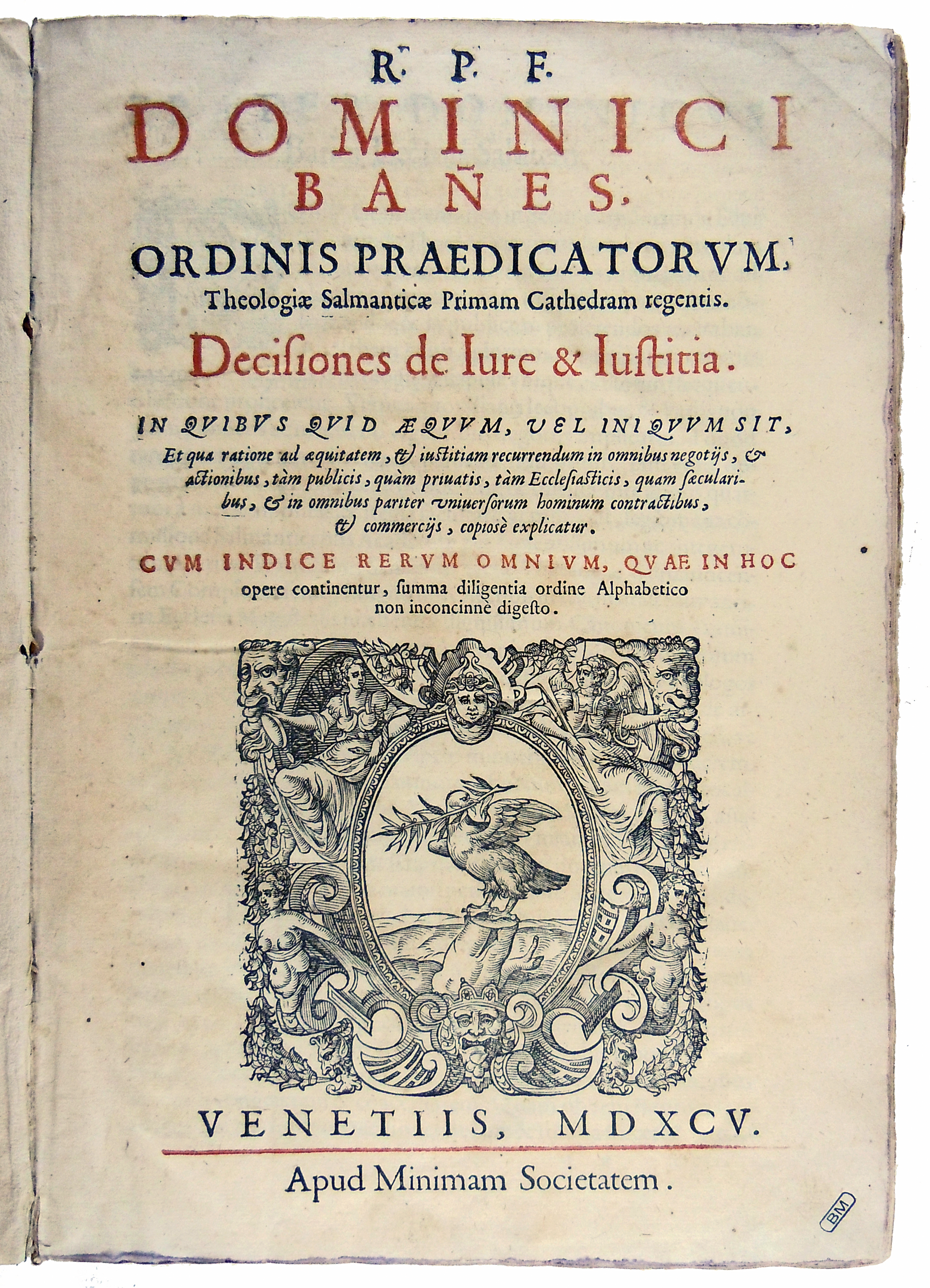
Decisiones de Iure & Iustitia, 1595 (Milano, Fondazione Mansutti).

Entre sus principales publicaciones destacan:
- 1571-1572: Comentarios inéditos a la III parte (qq. 1-42).

- 1579-1580: Comentarios inéditos a la III parte (qq. 8,60-62,80); Comentarios inéditos a la III parte (De potestate clavium. De censuris in communi. De Excommunicatione).

- 1583-1584: Comentarios inéditos a la I-II (qq. 1-18).

- 1584: Scholastica commentaria in primam partem angelici doctoris D. Thomae (qq. 1-64).[12]

- 1584: Scholastica commentaria in secundam secundae angelici doctoris D. Thomae.[13]

- 1584-1585: Comentarios inéditos a la I-II (qq. 71-79).

- 1585: Commentaria et quaestiones in duos Aristotelis stagyritae de generatione & corruptione libros.[14]

- 1588: Scholastica commentaria super caeteras 1ae partis quaestiones (qq. 65 ss). Salmanticae: S. Stephanum.

- 1589-1590: Comentarios inéditos a la II parte (qq. 1 y 2).

- 1590: Relectio de merito et augmento charitatis.

- 1590-1591: Comentarios inéditos a la III parte (qq. 8 y 10).

- 1591-1593: Comentarios inéditos a la III parte (qq. 62-80).

- 1593-1594: Comentarios inéditos a la III parte (qq. 84-90).

- 1594: Decisiones de Iure & Iustitia.[15]

- 1595: Apologia fratrum praedicatorum in provincia Hispaniae sacrae theologiae professorum, adversus novas quasdam assertiones cuiusdam doctoris Ludovici Molinae nuncupati.

- 1597: Libellus supplex Clementi VIII oblatus, quo totius apologiae summa paucis exponitur.

- 1598-1599: Comentarios inéditos a la I-II (qq. 71-89).

- 1599: Institutiones minores dialecticae. Responsio ad quinque quaestiones de efficacia divinae gratiae.

- 1599-1600: Comentarios inéditos a la I-II (qq. 109-114); De efficacia praevenientis auxilii gratiae, an sit intrinsece et a se vel a libero hominis arbitrio (Disputatio inter Patres Societatis Iesus et magistrum Bañez).

- 1600: De vera et legitima concordia liberi arbitrii cum auxiliis gratiae Dei efficaciter moventis humanam voluntatem.

Otros manuscritos:
- Paradoxa quaedam theologica Fratris Dominici Bañes, primarii magistri facultatis theologicae in Salmanticentium academia.

- Propositiones quae notantur in aliquibus libris dominicanis.

- Institutiones minoris dialecticae quas Summulas vocant per fratrem Dominicum Bañez ordinis Praedicatorum.

- Institutiones minoris dialecticae e In Aristotelis dialecticam. Colonia: 1618.

- In Primam Partem D. Thomae. qq. 1-13 et qq. 27-29 (1595-1596). Biblioteca Nacional, MBNL, 4951.

- Contra reliquias pelagianorum, censura (1582). Archivo de la Curia General de los Dominicos en Roma, (XIV, 146).

- De efficacia divini auxilii. Biblioteca Angélica de Roma, Ms. 862.

- Responsio ad questionem: An liberum hominis arbitrium habeat se passive in ordine ad receptionem Auxilii efficacis. Biblioteca Angélica de Roma, Ms. 862.

- Responsio PP. Praedicatorum ad censuras PP. Soc. Iesu circa duas Propositiones de Efficacia divinae Gratiae. Biblioteca Angélica de Roma, Ms. 862.

- Apperta differentia inter Catholicorum doctrinam defendentium efficaciam divinae gratiae et impiam sententiam Calvini negantis arbitrii nostri libertatem. Biblioteca Angélica de Roma, Ms. 862.

- De Efficacia gratiae contra PP. Jesuitas. Biblioteca Angélica de Roma, Ms. 862.

- Censura trium Propositiomum Molinae facta Vallisoleti 1594 a PP. Dominicanis. Biblioteca Angélica de Roma, Ms. 862.

- Respuesta contra una relación compuesta por los Padres de la Compañía de Jesús de Valladolid. Medina del Campo, 31 de julio de 1602. Archivo Dominicano de Ávila.